# فلاديمير بيكمان
فلاديمير بيكمان (ولد في 23 أغسطس 1929 في تالين في إستونيا، وتوفي بنفس المكان في 3 أكتوبر 2009. ) هو مترجم ولغوي وكاتب وكاتب للأطفال وشاعر وسياسي إستوني.

## نشاطه السياسي
نشط حزبياً في الحزب الشيوعي السوفيتي. وقد انتخب عضو مجلس السوفيت الأعلى ‏.

## وصلات خارجية
- فلاديمير بيكمان على موقع IMDb (الإنجليزية)
- فلاديمير بيكمان على موقع ميوزك برينز (الإنجليزية)
- فلاديمير بيكمان على موقع قاعدة بيانات الفيلم (الإنجليزية)